# Лугово-восточные марийцы
Луго́во-восто́чные мари́йцы — обобщённое наименование этнической группы марийцев, включающей исторически сложившиеся этногруппы луговых и восточных марийцев, которые говорят на едином лугово-восточном марийском языке со своими региональными особенностями, в отличие от горных и северо-западных марийцев, говорящих на своих горномарийском и северо-западном марийском языках соответственно.
Лугово-восточные марийцы составляют большую часть марийского народа. Численность составляет, по некоторым оценкам, около 580 тысяч человек из более 700 тысяч марийцев.
По данным Всероссийской переписи населения 2002 всего как лугово-восточные марийцы себя идентифицировали 56 119 человек (в том числе 52 696 в Марий Эл) из 604 298 марийцев (или 9 % от них) в России, из них как «луговые марийцы» (олык марий) — 52 410 чел., как собственно «лугово-восточные марийцы» — 3 333 чел., как «восточные марийцы» (восточные (уральские) марийцы) — 255 чел., что говорит в целом об устоявшейся традиции (приверженности) называть себя единым наименованием народа — «марийцы».